# Ко Сан
Ко Сан (кор. 고산; род. 19 октября 1976, Пусан, Южная Корея) — космонавт (по-корейски уджуин) Южной Кореи.
Ко Сан опыта космических полётов не имеет. В 2008 году входил в основной экипаж транспортного пилотируемого корабля «Союз ТМА-12» в качестве участника космического полёта, за месяц до старта был отстранён от полёта.

## Биография
Ко Сан родился 19 октября 1976 года в г. Пусан, Южная Корея.
В 1995 году, после окончания лингвистической средней школы в Сеуле, поступил в Сеульский национальный университет. В 2003 году, после окончания учёбы, получил степень бакалавра по математике и работал младшим научным сотрудником в лаборатории компьютерного визуального восприятия на кафедре когнитивных наук того же университета. В 2005 году получил степень магистра когнитивных наук, продолжил научную деятельность в исследовательской группе компьютерной технического лаборатории Института перспективных технологий компании Самсунг.

## Космическая подготовка

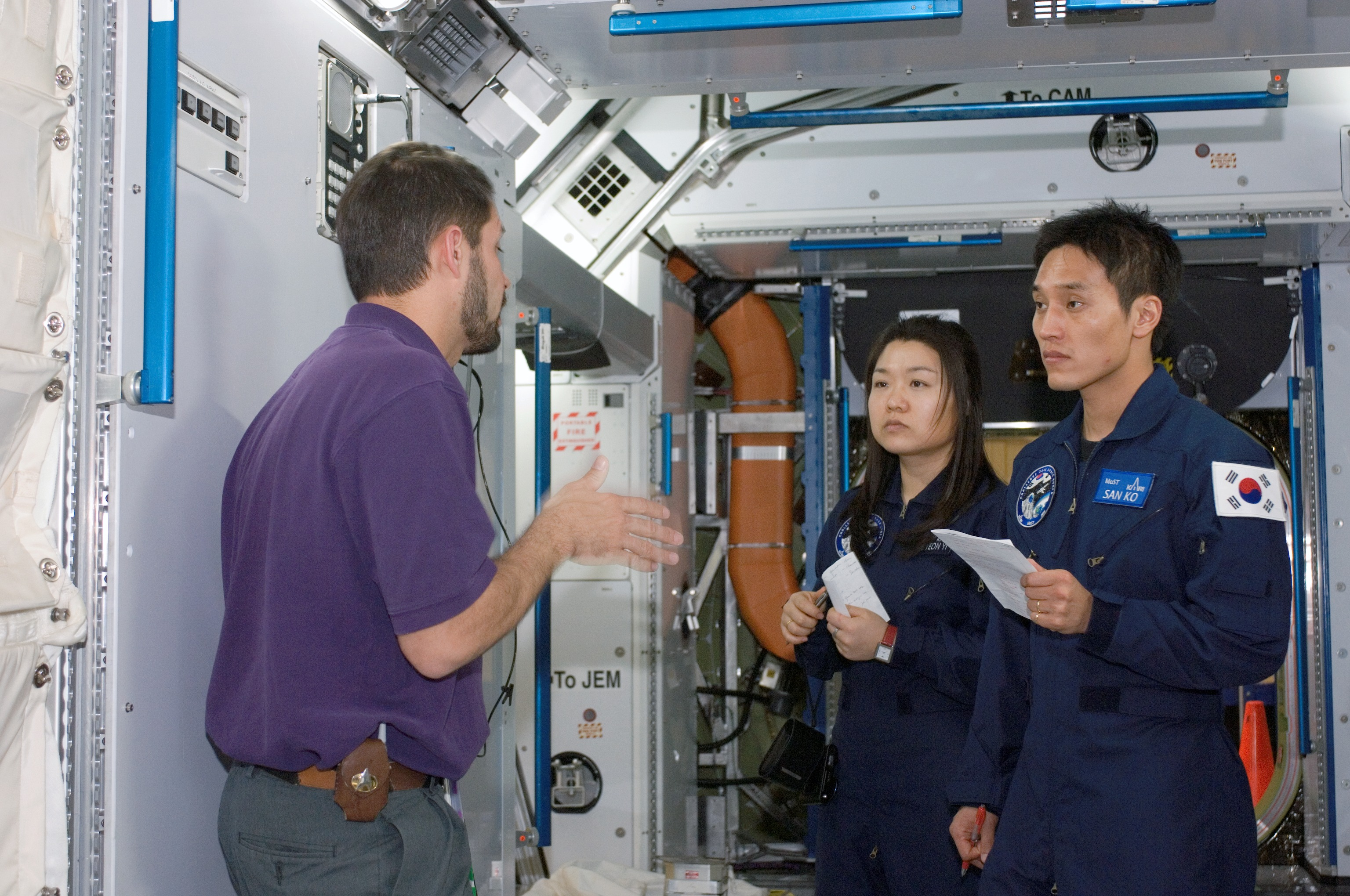
Тренировки Ко Сан и Ли Со Ён на макете МКС

21 апреля 2006 года правительство Южной Кореи в рамках космической общенациональной программы объявило открытый конкурс для участия в подготовке космонавтов к полёту на МКС, на российском корабле «Союз ТМА-12» весной 2008 года. Ко Сан стал одним из 36 тысяч граждан Южной Кореи, которые подали заявки на участие в полёте.
В октябре 2006 года Ко Сан был отобран в качестве одного из 30 полуфиналистов набора, в ноябре 2006 года — вошёл в десятку финалистов. В декабре 2006 года прошёл медицинское обследование в Центре подготовки космонавтов имени Ю. А. Гагарина. 5 декабря 2006 года было официально объявлено об избрании Ко Сан одним из двух финалистов национального набора кандидатов в космонавты, в том же году стал научным сотрудником Управления проектом полёта корейского космонавта Корейского аэрокосмического исследовательского института (KARI).
В марте 2007 года, после предварительного медицинского обследования, приступил к прохождению общекосмической подготовки в ЦПК им. Ю. А. Гагарина в качестве участника космического полёта.
5 сентября 2007 года Министерство науки и техники Республики Корея объявило о том, что Ко Сан станет первым южнокорейским космонавтом. 6 ноября 2007 года на заседании Межведомственной комиссии Роскосмоса Ко Сан был утверждён в качестве участника космического полёта, члена основного экипажа корабля «Союз ТМА-12» и 14-й экспедиции посещения на МКС.
10 марта 2008 года по настоянию российской стороны за неоднократное нарушение «протокола подготовки космонавта» решением Министерства образования, науки и технологий Южной Кореи Ко Сан был выведен из основного экипажа корабля «Союз ТМА-12» и заменён дублёром Ли Со Ён.
Причиной исключения Ко Сан из основного экипажа корабля «Союз ТМА-12» послужило нарушение им правил пользования документами ЦПК, носящими закрытый характер: в 2007 году он переправил на родину учебное пособие — наставления к космическому полёту. Тогда он назвал свой поступок случайной ошибкой. В феврале 2008 несанкционированно ознакомился с документом категории ДСП по управлению кораблём «Союз», не имеющим отношения к его подготовке, скопировал этот документ и вновь переправил копию на родину.
21 марта 2008 года решением Федерального космического агентства Ко Сан был утверждён в качестве дублёра участника космического полёта Ли Со Ён на ТПК «Союз-ТМА-12», во время подготовки к старту и самого старта корабля 8 апреля 2008 года находился на Байконуре.
В 2009 году появилось сообщение, что Ли Со Ён и Ко Сан примут участие в запланированном НАСА на 2020 год международном лунном проекте в качестве астронавтов-исследователей KARI.
После возвращения из России Ко Сан продолжил работу в корейском Институте аэрокосмических исследований. В 2010 году поступил в Школу управления им. Джона Ф. Кеннеди в Гарвардском университете. В феврале 2011 года основал в Сеуле институт TIDE, связанный с робототехникой, в апреле 2013 года открыл собственную лабораторию Fab Lab Seoul по производству 3D-принтеров и изготовление на них различного оборудования.

## Личная жизнь и увлечения
Ко Сан женат на Пак Хе Чжин.
Увлекается боксом и альпинизмом. В 2004 году на чемпионате по боксу среди любителей получил бронзовую медаль, в том же году поднялся на вершину горы Музтагата на Памире. Любит читать классическую литературу, занимается изучением иностранных языков.